# Clem Clempson
David "Clem" Clempson(ur. 5 września 1949 w Tamworth, Staffordshire) – brytyjski gitarzysta rockowy, członek zespołów takich jak Bakerloo, Colosseum, czy Humble Pie.